# Rothschildia surinamensis
Rothschildia surinamensis är en fjärilsart som beskrevs av Vincent. Rothschildia surinamensis ingår i släktet Rothschildia och familjen påfågelsspinnare. Inga underarter finns listade.